# Junonia longfieldae
Junonia longfieldae är en fjärilsart som beskrevs av Riley 1929. Junonia longfieldae ingår i släktet Junonia och familjen praktfjärilar. Inga underarter finns listade i Catalogue of Life.